# Frauke Roenneke
Frauke Roenneke (* 26. Januar 1998 in Wermelskirchen) ist eine deutsche Fußballspielerin, die für Bayer 04 Leverkusen spielt.

## Karriere

### Vereine
Roenneke begann das Fußballspielen 2004 im Alter von sechs Jahren beim TV Dabringhausen und wechselte nach einer einjährigen Zwischenstation beim SSV Bergisch Born im Sommer 2010 in die Jugendabteilung von Bayer 04 Leverkusen. Dort durchlief sie ab der U-13 sämtliche Juniorinnenmannschaften und spielte ab 2013 für die U-17-Juniorinnen in der B-Juniorinnen-Bundesliga West/Südwest.
Im Januar 2015 wurde sie kurzfristig in den Kader für den DFB-Hallenpokal in Magdeburg berufen, konnte dieses Turnier mit ihrer Mannschaft gewinnen und gehörte nach der Winterpause zum festen Kader der Bundesligamannschaft. Ihr Bundesligadebüt gab sie am 22. Februar 2015 im Heimspiel gegen den Herforder SV als Einwechselspielerin.

### Auswahlmannschaften
Roenneke durchlief diverse Auswahlmannschaften des Fußballverbands Mittelrhein und nahm Ende 2014 an drei Kaderlehrgängen der deutschen U-17-Nationalmannschaft teil.

## Sonstiges
Roenneke war Schülerin des Landrat-Lucas-Gymnasiums in Leverkusen, wo sie 2016 ihr Abitur bestand.

## Erfolge
- DFB-Hallenpokalsiegerin 2015 (mit Bayer 04 Leverkusen)